# Song Jae-rim
Song Jae-rim (송재림?, 송再臨?; Seul, 18 febbraio 1985 – Seul, 12 novembre 2024) è stato un attore e modello sudcoreano.

## Biografia
Song nacque il 18 febbraio 1985; venne chiamato "Jae-rim" (lett. "Seconda venuta") poiché la madre era una cristiana devota; egli stesso si tatuò due mani in preghiera e il versetto Filippesi 4,13 sulla spalla destra come espressione di fede. Aveva una sorella minore di un anno, Su-rim. La sua famiglia era povera, tanto da non restare colpita dalla crisi finanziaria asiatica del 1997, e Song iniziò in giovane età a lavorare part-time, facendo il modello per pagare la retta universitaria. Sfilò così per le collezioni di Seul di Juun. J, Herin Homme e Ha Sang Beg, oltre ad apparire sulle versioni coreane di Bazaar, Vogue Girl, Dazed & Confused, Nylon, GQ, Arena Homme +, Esquire e Marie Claire. Nel 2003 si iscrisse alla facoltà di sistemi d'informazione della Chung-Ang University. Non svolse il servizio militare attivo a causa di uno pneumotorace, sostituendolo con un impiego in una società operante nel settore della difesa. Contemporaneamente sviluppò un interesse per la recitazione e, vedendola come un modo per mutare la sua personalità introversa, prese un congedo dall'università per iscriversi a un'accademia per attori. Studiò anche tecniche di regia, illuminazione e sceneggiatura da autodidatta. Nel 2009 debuttò come attore nel film Yeobae-udeul, mentre nel 2010 ottenne una parte minore in Secret Garden dopo aver fallito l'audizione per il ruolo di Tae-sun. All'inizio del 2011 lavorò per tre mesi come supermodello in Giappone usando il nome di Jay Song e apparendo sulle riviste Mens Non-no, Mens Joker e Street Jack, dopodiché rientrò in Corea del Sud per proseguire la carriera di attore ed entrò nel cast della fiction Kkonminam ramyeongage. Si fece notare nel 2012 interpretando la stoica guardia del corpo Woon nella serie in costume Haereul pum-eun dal. L'anno seguente ottenne il suo primo ruolo da protagonista nella fiction romantica Nail Shop Paris e venne scritturato per interpretare un sicario in Two Weeks. Successivamente recitò in Gamgyeok sidae: Tusin-ui tansaeng nei panni dell'artista marziale Shaolin Mo Il-hwa, venendo lodato per la freddezza e il carisma che infuse al personaggio, e in Ing-yeo gongju, dove si distaccò dai ruoli schietti e virili avuti in precedenza per interpretare uno chef narcisista.
L'11 settembre 2014 venne annunciata la sua partecipazione al varietà Uri gyeolhonhaess-eo-yo insieme a Kim So-eun, dopo l'uscita dal cast di Park Se-young e Jang Woo-young. Il programma accrebbe la sua popolarità sia in Corea del Sud che nella Cina continentale, pertanto nel maggio 2015 organizzò un tour di incontri con i fan in sei Paesi asiatici. Song rimase a Uri gyeolhonhaess-eo-yo fino a giugno 2015, dopodiché venne scritturato per la webserie Dugeundugeun spike e per la fiction thriller Goodbye Mr. Black. Nel 2016 ottenne il ruolo del protagonista maschile nel dramma familiare Uri Gap-sun-i, di nuovo al fianco di Kim So-eun, per cui si aggiudicò un Premio speciale - attore in un drama seriale agli SBS Drama Award. Nel 2018 recitò nelle serie Ildan tteugeopge cheongsohara!!, tratta dall'omonimo webtoon, e Secret Mother; firmò inoltre con l'agenzia Grand Anse Entertainment dopo la scadenza del suo contratto di management con SM C&C. L'anno seguente continuò ad apparire in televisione nelle fiction Neo-ui noraereul deullyeojwo e nella commedia romantica Big data yeon-ae, ed entrò nel cast della pellicola cinematografica Yaksha, che venne distribuita nel 2022. Nel frattempo apparve nella serie televisiva Ajik natseoreun e ottenne la parte di un soldato delle forze speciali nordcoreane nella fiction My Military Valentine, che andò in onda nel 2024. Desiderando cambiare ambiente, si rivolse per la prima volta al teatro, apparendo nell'adattamento coreano di Wife di Samuel Adamson. La sua ultima prova recitativa fu lo spettacolo teatrale La rosa di Versailles, che si concluse il 13 ottobre 2024.
Il 12 novembre 2024 venne ritrovato privo di vita nella sua residenza nel distretto di Seongdong, Seul; aveva 39 anni. La polizia escluse che si trattasse di omicidio. Secondo quanto riportato dai media, sul posto venne rinvenuto un testamento. La famiglia non rivelò la causa della morte. La camera ardente venne allestita al St. Mary's Hospital di Yeouido, mentre il funerale si tenne il 14 novembre; i resti furono sepolti al crematorio di Seul. Il 15 gennaio 2025 uscì nelle sale sudcoreane il suo ultimo film, la pellicola indipendente Pongnak, in cui interpretò un genio degli affari che si trasforma gradualmente in un mostro mentre sviluppa una criptovaluta.

## Filmografia

### Cinema
- Yeobae-udeul (여배우들?), regia di E J-yong (2009)
- Grand Prix (그랑프리?), regia di Yang Yun-ho (2010)
- Go-yang-ireul dollyeojwo (고양이를 돌려줘?) – cortometraggio (2012)
- Yong-uija (용의자?), regia di Won Shin-yun (2013)
- Tunnel 3D (터널 3D?), regia di Park Gyu-taek (2014)
- Yeon-eo (연어?), regia di Moon Si-hyun (2014)
- Neo-ui gyeolhonsik (너의 결혼식?), regia di Lee Seok-geun (2018) – cameo
- Songmuldeul (속물들?), regia di Shin Ah-ga e Lee Sang-chul (2019)
- Yaksha (야차?, YachaLR), regia di Na Hyeon (2022)
- Annyeonghase-yo (안녕하세요?), regia di Cha Bong-ju (2022)
- Mikki (미끼?), regia di Kwon Soo-yoon (2023)
- Pongnak (폭락?), regia di Hyun Hae-ri (2025) – postumo

### Televisione
- Daemul (대물?) – serie TV (2010)
- Secret Garden (시크릿 가든?, Sikeurit gadeunLR) – serie TV (2010) – cameo
- Kkonminam ramyeongage (꽃미남 라면가게?) – serie TV (2011)
- Haereul pum-eun dal (해를 품은 달?) – serie TV (2012)
- Nail Shop Paris (네일샵 파리스?) – serie TV (2013)
- Hwansang geotap (환상거탑?) – serie TV, episodio 5 (2013)
- Two Weeks (투윅스?) – serie TV (2013)
- Gamgyeok sidae: Tusin-ui tansaeng (감격시대?) – serie TV (2014)
- Big Man (빅맨?) – serie TV (2014) – cameo
- Secret Love (시크릿 러브?) – miniserie TV, puntata 1 (2014)
- Ing-yeo gongju (잉여공주?) – serie TV, 10 episodi (2014)
- Chakhaji anh-eun yeojadeul (착하지 않은 여자들?) – serie TV (2015)
- Goodbye Mr. Black (굿바이 미스터?) – serie TV (2016)
- Dugeundugeun spike (두근두근 스파이크?) – webserie, 20 episodi (2016)
- Uri Gap-sun-i (우리 갑순이?) – serie TV, 61 episodi (2016-2017)
- Borg Mom (보그맘?, BogeumamLR) – serie TV, 12 episodi (2017)
- Secret Mother (시크릿 마더?, Sikeurit madeoLR) – serie TV (2018)
- Ildan tteugeopge cheongsohara!! (일단 뜨겁게 청소하라!!?) – serie TV, 20 episodi (2018-2019)
- Neo-ui noraereul deullyeojwo (너의 노래를 들려줘?) – serie TV, 20 episodi (2019)
- Big data yeon-ae (빅데이터 연애?), regia di Joo Sang-kyu – film TV (2019)
- Ajik natseoreun (아직 낫서른?) – serie TV (2021)
- Work Later, Drink Now (술꾼도시여자들?, Sulkkundosi-yeojadeulLR) – serie TV (2021) – cameo
- I misteri del Cafè Minamdang (미남당?) – serie TV (2022) – cameo
- Uriga saranghaetdeon modeun-geot (우리가 사랑했던 모든 것?) – serie TV (2023) – cameo
- My Military Valentine (피타는 연애?, Pitaneun yeon-aeLR) – serie TV, 20 episodi (2024)
- Queen Woo (우씨왕후?, Ussi-wanghuLR) – serie TV (2024)

## Videografia
- 2009 – Molla-ing (May Doni)
- 2009 – Bus (Yeo Hoonmin)
- 2009 – Because of You (After School)
- 2010 – Go Away (2NE1)
- 2011 – I Love You (D.Heaven)
- 2012 – The Day Before (Nell)
- 2013 – Cheoeum mannan jayu (Raspberry Field)
- 2013 – Runaway (Kara)
- 2013 – Message (BoA)
- 2014 – Agape (Zhang Liyin)
- 2014 – Not Alone (Zhang Liyin)
- 2015 – Me, Myself (Shin Seung-hun)

## Riconoscimenti
- KBS Drama Award
  - 2015 – Candidatura Miglior attore emergente per Chakhaji anh-eun yeojadeul[42]
- MBC Entertainment Award[43]
  - 2014 – Premio Nuovo/a arrivato/a in un varietà per Uri gyeolhonhaess-eo-yo
  - 2014 – Premio Miglior coppia (con Kim So-eun) per Uri gyeolhonhaess-eo-yo
- SBS Drama Award
  - 2016 – Premio speciale, attore in un drama seriale per Uri Gap-sun-i[25]
  - 2016 – Candidatura Miglior coppia (con Kim So-eun) per Uri Gap-sun-i[44]
  - 2018 – Candidatura Premio all'alta eccellenza, attore in un drama giornaliero/del finesettimana per Secret Mother[45]